# Mei ehara
mei ehara（めい えはら、別名：江原 茗一、1991年5月6日（33歳） - ）は、日本のシンガーソングライター、文筆家。愛知県出身。東京都在住。血液型A型。カクバリズム所属。

## 概要
大学時代、本人が制作する自主映画のBGMが必要になり、宅録をはじめる。その後、歌唱を入れた音楽制作へ移行し、現在のスタイルとなった。カクバリズム所属以前は、「may.e（メイ・イー）」という名称で音楽活動を行なっており、自主リリースによって計5作の音源が発表されている。2017年年、カクバリズム所属後、1stアルバム『Sway』を、同レーベル所属の「キセル」辻村豪文プロデュースで制作/リリースした。バンド編成時のメンバーは、長岡智顕（思い出野郎Aチーム）、池田俊彦（Hei Tanaka）。2018年には、「フジロックフェスティバル'18」へ出演している。
インディーズロックバンド「ミツメ」や「Yogee New Waves」などミュージシャンとの交友関係も広く、アルバムにゲストボーカル、コーラスなどで参加している。
音楽活動のほか、文藝誌『園（その）』を主宰、エッセイや小説、詩の執筆、写真やデザインなどの制作を行う。
トッド・ラングレンやビリー・ジョエルを敬愛する。

## ディスコグラフィー

### アルバム
1.　Sway (2017年11月8日)
戻らない / 狂った手 / サイン / 蓋なしの彼 / 頬杖 / 道路 / 地味な色 / 毎朝 / 街の様子 / 冴える
2.　Ampersands (2020年5月13日)
昼間から夜 / 歌の中で / 優しく / どちらにピントを / 不確か / ギャンブル / 似合ってくる / 群れになって / 最初の日は / 鉄の抜け殻

### アルバム (may.e名義)
1.Mattiola (2013年5月6日)
Mattiola / Love Beating / Sugar Smell / Betsuzi / Kataomori / Bookmark / Fine shoes / Asunomy
2.私生活 (2013年12月1日)
裸足 / おちた生活 / スーベニア / あなた / 明日の天気 / おいで / Time Goes / スリープ / 浜においてきて / モユルイ
3,REMINDER (2014年5月9日)
HOURS / メトロ / クラシック / 跳ねたり飛んだり / 庭の友達 / favor
4.スパンコール (2014年10月5日)
三羽の鳥 / 迂回した船 / スパンコール / 狂った手 / 続く寝顔 / 地味な色
5.see you soon "session for us"　(2015年2月11日)
おちた生活 / 浜においてきて / ルラビイ / 狂った手 / おいで / スリープ / カーテン / 跳ねたり飛んだり / 地味な色 / 庭の友達

## その他の活動
- バンド「Taiko Super Kicks」アーティスト写真撮影、アルバムジャケットのデザイン
- バンド「1983」のアーティスト写真撮影
- シンガーソングライター「Annie The Clumsy」のアーティスト写真撮影、アルバムジャケットのデザイン
- バンド「キセル」のアーティスト写真撮影

## 使用ギター
- K.yairi FK-2[4]
- DANELECTRO 59-DC[5]
- Greco GO-900[6]
- Fender Custom Shop Jazzmaster[7]

## インタビュー
- https://www.cinra.net/article/interview-201711-meiehara